# John Stokes
Pour les articles homonymes, voir Stokes.
John Stokes est un dessinateur de bande dessinée britannique.

## Œuvre

### Albums
- Yataca, Aventures et Voyages, collection Mon journal

91. La Vallée maudite, scénario de Scott Goodall, dessins de John Stokes et Juan Escandell, 1976
93. La Fosse aux panthères sacrées, scénario de Scott Goodall, dessins de John Stokes, Juan García Quiros et Juan Escandell, 1976
94. Faux et usage de faux, scénario de Scott Goodall, dessins de John Stokes, Juan García Quiros et Juan Escandell, 1976
102. Les Dieux fous, scénario de Tom Tully, dessins de John Stokes et Juan Escandell, 1976
103. Le Lion des neiges, scénario de Tom Tully, dessins de John Stokes et Juan Escandell, 1977
107. Le Tyran, scénario de Tom Tully et Jean Ollivier, dessins de John Stokes et Juan Escandell, 1977
108. Les Trafiquants de mort, scénario de Scott Goodall, dessins de John Stokes, Juan García Quiros et Juan Escandell, 1977
210. Juniors contre internationaux, scénario de Gil Page, dessins de John Stokes, 1985
212. Fantastico Gordon !, scénario de Gil Page, dessins de John Stokes, 1986
214. Pour cause de blessure, scénario de Gil Page, dessins de John Stokes et James Bleach, 1986
230. La grosse tête, scénario de Gil Page, dessins de Barrie Mitchell, John Stokes et Leslie Branton, 1987
231. À prix d'or, scénario de Gil Page, dessins de Barrie Mitchell, John Stokes et Leslie Branton, 1987
- Akim, Aventures et Voyages, collection Mon journal

606. Un coup d'audace, scénario de Scott Goodall, Tom Tully et Roberto Renzi, dessins de John Stokes, Mike Western et Augusto Pedrazza, 1984
- Bengali, Aventures et Voyages, collection Mon journal

74. Le Sorcier blanc, scénario de John Wagner et Roberto Renzi, dessins de John Stokes, Mike Western et Augusto Pedrazza, 1979
- Brik, Aventures et Voyages, collection Mon journal

151. La Mort rouge, scénario de Scott Goodall et Michel-Paul Giroud, dessins de Pedro Alferez, Guido Zamperoni, John Stokes et Michel-Paul Giroud, 1970
152. S.O.S au fond des eaux, scénario de Scott Goodall, dessins de Guido Zamperoni et John Stokes, 1971
153. Le Monstre de fer, scénario de Scott Goodall et Jac L., dessins de Jac L., Guido Zamperoni et John Stokes, 1971
154. L'Homme noir, scénario de Scott Goodall et Guy Lehideux, dessins de Guy Lehideux, Guido Zamperoni et John Stokes, 1971
155. Les Grottes de la mort, scénario de Scott Goodall et Víctor Mora, dessins de Kurt Caesar, Guido Zamperoni et John Stokes, 1971
156. Les Eaux de Londres, scénario de Scott Goodall et Víctor Mora, dessins de Kurt Caesar et John Stokes, 1972
157. Les Dresseurs d'ours, scénario de Scott Goodall, Michel-Paul Giroud et Víctor Mora, dessins de Kurt Caesar, Guido Zamperoni, Michel-Paul Giroud et John Stokes, 1972
158. Le Plongeon vers l'inconnu !, scénario de Scott Goodall et Víctor Mora, dessins de Kurt Caesar, Leone Cimpellin et John Stokes, 1972
159. Le Faux espoir, scénario de Scott Goodall et Víctor Mora, dessins de Kurt Caesar, Leone Cimpellin et John Stokes, 1972
160. Agokk, le masqué, scénario de Scott Goodall, Michel-Paul Giroud, Guy Lehideux et Víctor Mora, dessins de Kurt Caesar, Leone Cimpellin, Michel-Paul Giroud, Guy Lehideux et John Stokes, 1973
161. John-Jone, scénario de Scott Goodall, dessins de John Stokes, 1973
162. Toujours plus fort, scénario de Scott Goodall, Guy Lehideux et Víctor Mora, dessins de Kurt Caesar, Guy Lehideux et John Stokes, 1973
163. Le Secret de Galaboosh Gulf, scénario de Scott Goodall, Vicar et Víctor Mora, dessins de Kurt Caesar, Vicar et John Stokes, 1973
164. Père Fouettard, scénario de Scott Goodall et Víctor Mora, dessins de Kurt Caesar et John Stokes, 1974
165. Les Récifs de la mort, scénario de Scott Goodall, dessins de John Stokes, 1974
166. La Princesse maudite, scénario de Scott Goodall, Renata Gelardini et Víctor Mora, dessins de Kurt Caesar, Ruggero Giovannini et John Stokes, 1974
167. Au risque de mourir, scénario de Scott Goodall, dessins de John Stokes, 1974
168. Tombeau à la dérive, scénario de Scott Goodall et Víctor Mora, dessins de Kurt Caesar et John Stokes, 1975
169. Les Captives du sultan, scénario de Scott Goodall et Víctor Mora, dessins de Kurt Caesar et John Stokes, 1975
170. La Terre tremble, scénario de Scott Goodall, Vicar et Víctor Mora, dessins de Kurt Caesar, Vicar et John Stokes, 1975
171. Drame à Venise, scénario de Scott Goodall et Víctor Mora, dessins de Kurt Caesar, Jaime Juez et John Stokes, 1975
172. De pire en… vampire !, scénario de Scott Goodall, Michel-Paul Giroud et Víctor Mora, dessins de Kurt Caesar, Jaime Juez, Michel-Paul Giroud, Guy Lehideux et John Stokes, 1976
173. Le Marquis de la Merlinoui, scénario de Scott Goodall, Michel-Paul Giroud et Víctor Mora, dessins de Kurt Caesar, Jaime Juez, Michel-Paul Giroud, Guy Lehideux et John Stokes, 1976
174. Un Émir pour Talath, scénario de Scott Goodall et Víctor Mora, dessins de Kurt Caesar et John Stokes, 1976
175. Grand sorcier léopard, scénario de Scott Goodall, Mario Sbattella et Víctor Mora, dessins de Kurt Caesar, Mario Sbattella et John Stokes, 1976
176. Dansez Milord !, scénario de Scott Goodall et Víctor Mora, dessins de Kurt Caesar, Tom Kerr et John Stokes, 1977
177. Fou ! Fou ! Fou !, scénario de Scott Goodall et Víctor Mora, dessins de Kurt Caesar et John Stokes, 1977
178. Des coups, scénario de Scott Goodall, Michel-Paul Giroud et Víctor Mora, dessins de Kurt Caesar, Michel-Paul Giroud, Guy Lehideux et John Stokes, 1977
179. Quand ça fait boum, scénario de Scott Goodall, Michel-Paul Giroud et Víctor Mora, dessins de Kurt Caesar, Michel-Paul Giroud, Guy Lehideux et John Stokes, 1977
180. La petite sorcière, scénario de Scott Goodall et Víctor Mora, dessins de Kurt Caesar, Enrique Cerdán Fuentes, Jesús Blasco et John Stokes, 1978
181. La Coupe empoisonnée, scénario de Scott Goodall et Víctor Mora, dessins de Kurt Caesar, Jesús Blasco et John Stokes, 1978
182. Milord Face d'or, scénario de Scott Goodall et Víctor Mora, dessins de Kurt Caesar, Jesús Blasco et John Stokes, 1978
183. L'Île des esclaves, scénario de Scott Goodall, Tom Tully et Víctor Mora, dessins de Kurt Caesar, Julio Schiaffino et John Stokes, 1978
184. La Fille au boulet d'or, scénario de Scott Goodall, Tom Tully et Víctor Mora, dessins de Kurt Caesar, Julio Schiaffino et John Stokes, 1979
185. L'Île des zombis, scénario de Scott Goodall, Tom Tully et Víctor Mora, dessins de Kurt Caesar, Julio Schiaffino et John Stokes, 1979
- Marney le Renard

```
(
ISBN
 
9782491374341
)
```

- Star Wars - Mondes Infernaux, scénario de Steve Parkhouse, Steve Moore et Alan Davis, dessins d'Alan Davis et John Stokes, Delcourt, collection Contrebande, 2011  (ISBN 978-2-7560-2511-7)